# Pelekium schistocalyx
Pelekium schistocalyx là một loài Rêu trong họ Thuidiaceae. Loài này được (Müll. Hal.) Touw mô tả khoa học đầu tiên năm 2001.